# Timo Blomqvist
Pour les articles homonymes, voir Blomqvist.
Temple de la renommée finlandais : 2002
Timo Blomqvist (né le 23 janvier 1961 à Helsinki en Finlande) est un joueur professionnel finlandais de hockey sur glace qui évoluait au poste de défenseur.

## Carrière
Blomqvist commence sa carrière en Finlande avec le Jokerit Helsinki. De 1978 à 1981, il est sélectionné avec l'équipe de Finlande junior avec laquelle il remporte la médaille d'or et une médaille d'argent lors des championnats d'Europe. Il remporte également deux médailles d'argent au cours des championnats du monde junior. Nommé dans deux équipes d'étoiles et élu deux fois meilleur défenseur lors des différents tournois, il est sélectionné par les Capitals de Washington au cours du repêchage d'entrée dans la LNH 1980.
Après six saisons passées en Amérique du Nord, il revient jouer en Europe puis participe aux Jeux olympiques en 1988 et remporte la médaille d'argent avec l'équipe de Finlande.
En 2002, il est élu au temple de la renommée du hockey finlandais et devient le Jääkiekkoleijona numéro 127.

## Statistiques
Pour les significations des abréviations, voir Statistiques du hockey sur glace.

### En club
| Saison     | Équipe                 | Ligue         |     | Saison régulière | Saison régulière | Saison régulière | Saison régulière | Saison régulière |    | Séries éliminatoires | Séries éliminatoires | Séries éliminatoires | Séries éliminatoires | Séries éliminatoires |
| Saison     | Équipe                 | Ligue         | PJ  | B                | A                | Pts              | Pun              | PJ               | B  | A                    | Pts                  | Pun                  |                      |                      |
| 1977-1978  | Jokerit Helsinki       | SM-liiga      | 22  | 1                | 0                | 1                | 2                | --               | -- | --                   | --                   | --                   |                      |                      |
| 1978-1979  | Jokerit Helsinki       | SM-liiga      | 36  | 4                | 2                | 6                | 35               | --               | -- | --                   | --                   | --                   |                      |                      |
| 1979-1980  | Jokerit Helsinki       | SM-liiga      | 32  | 3                | 1                | 4                | 52               | --               | -- | --                   | --                   | --                   |                      |                      |
| 1980-1981  | Kiekkoreipas Lahti     | SM-liiga      | 30  | 6                | 7                | 13               | 14               | --               | -- | --                   | --                   | --                   |                      |                      |
| 1981-1982  | Bears de Hershey       | LAH           | 13  | 0                | 8                | 8                | 14               | --               | -- | --                   | --                   | --                   |                      |                      |
| 1981-1982  | Capitals de Washington | LNH           | 44  | 1                | 11               | 12               | 62               | --               | -- | --                   | --                   | --                   |                      |                      |
| 1982-1983  | Bears de Hershey       | LAH           | 8   | 2                | 7                | 9                | 16               | --               | -- | --                   | --                   | --                   |                      |                      |
| 1982-1983  | Capitals de Washington | LNH           | 61  | 1                | 17               | 18               | 67               | 3                | 0  | 0                    | 0                    | 0                    |                      |                      |
| 1983-1984  | Capitals de Washington | LNH           | 65  | 1                | 19               | 20               | 84               | 8                | 0  | 0                    | 0                    | 8                    |                      |                      |
| 1984-1985  | Capitals de Washington | LNH           | 53  | 1                | 4                | 5                | 51               | 2                | 0  | 0                    | 0                    | 0                    |                      |                      |
| 1985-1986  | Whalers de Binghamton  | LAH           | 71  | 6                | 18               | 24               | 76               | 6                | 0  | 4                    | 4                    | 6                    |                      |                      |
| 1986-1987  | Devils du New Jersey   | LNH           | 20  | 0                | 2                | 2                | 29               | --               | -- | --                   | --                   | --                   |                      |                      |
| 1987-1988  | MODO hockey            | Elitserien    | 38  | 6                | 10               | 16               | 64               | 4                | 0  | 2                    | 2                    | 10                   |                      |                      |
| 1988-1989  | MODO hockey            | Elitserien    | 39  | 4                | 8                | 12               | 92               |                  |    |                      |                      |                      |                      |                      |
| 1989-1990  | MODO hockey            | Elitserien    | 14  | 2                | 3                | 5                | 36               | --               | -- | --                   | --                   | --                   |                      |                      |
| 1989-1990  | MODO hockey            | Allsvenskan   | 17  | 3                | 4                | 7                | 38               | 9                | 1  | 3                    | 4                    | 38                   |                      |                      |
| 1990-1991  | Malmö Redhawks         | Elitserien    | 40  | 5                | 3                | 8                | 59               | 2                | 0  | 0                    | 0                    | 2                    |                      |                      |
| 1991-1992  | Malmö Redhawks         | Elitserien    | 39  | 5                | 8                | 13               | 36               | 10               | 0  | 2                    | 2                    | 8                    |                      |                      |
| 1992-1993  | Malmö Redhawks         | Elitserien    | 35  | 2                | 4                | 6                | 46               | 6                | 0  | 0                    | 0                    | 4                    |                      |                      |
| 1993-1994  | Sparta Sarpsborg       | Norvège       | 30  | 3                | 12               | 15               | 63               | 2                | 0  | 0                    | 0                    | 6                    |                      |                      |
| 1994-1995  | Kiekko-Espoo           | SM-liiga      | 34  | 6                | 4                | 10               | 46               | 4                | 0  | 1                    | 1                    | 6                    |                      |                      |
| 1995-1996  | Kiekko-Espoo           | SM-liiga      | 48  | 4                | 4                | 8                | 68               | --               | -- | --                   | --                   | --                   |                      |                      |
| 1996-1997  | EC Vienne              | Alpenliga     | 37  | 2                | 7                | 9                | 84               |                  |    |                      |                      |                      |                      |                      |
| 1996-1997  | EC Vienne              | EHL           | 6   | 1                | 1                | 2                | 8                | --               | -- | --                   | --                   | --                   |                      |                      |
| 1997-1998  | ES Weißwasser          | 1.Liga Sud    | 15  | 0                | 5                | 5                | 43               |                  |    |                      |                      |                      |                      |                      |
| 1997-1998  | EPS Espoo              | 2. Divisioona | 6   | 1                | 3                | 4                | 12               | --               | -- | --                   | --                   | --                   |                      |                      |
| 1997-1998  | Ahmat Hyvinkää         | 1. Divisioona | 18  | 0                | 3                | 3                | 24               | --               | -- | --                   | --                   | --                   |                      |                      |
| 1997-1998  | Ahmat Hyvinkää         | 2. Divisioona | --  | --               | --               | --               | --               | 5                | 0  | 2                    | 2                    | 4                    |                      |                      |
| Totaux LNH | Totaux LNH             | Totaux LNH    | 243 | 4                | 53               | 57               | 293              | 13               | 0  | 0                    | 0                    | 8                    |                      |                      |

### En équipe nationale
| Année  | Équipe   | Compétition                 |    | PJ | B  | A  | Pts | Pun               |  | Résultat |
| 1978   | Finlande | Championnat d'Europe junior | 4  | 0  | 2  | 2  | 6   | Médaille d'or     |  |          |
| 1979   | Finlande | Championnat du monde junior | 6  | 0  | 1  | 1  | 34  | 4e place          |  |          |
| 1979   | Finlande | Championnat d'Europe junior | 5  | 4  | 0  | 4  | 13  | Médaille d'argent |  |          |
| 1980   | Finlande | Championnat du monde junior | 5  | 2  | 0  | 2  | 2   | Médaille d'argent |  |          |
| 1981   | Finlande | Championnat du monde junior | 5  | 1  | 3  | 4  | 10  | Médaille d'argent |  |          |
| 1985   | Finlande | Championnat du monde        | 9  | 0  | 3  | 3  | 6   | 5e place          |  |          |
| 1987   | Finlande | Coupe Canada                | 4  | 0  | 0  | 0  | 0   | 6e place          |  |          |
| 1988   | Finlande | Jeux olympiques             | 8  | 1  | 1  | 2  | 10  | Médaille d'argent |  |          |
| 1989   | Finlande | Championnat du monde        | 10 | 0  | 1  | 1  | 8   | 5e place          |  |          |
| 1992   | Finlande | Jeux olympiques             | 8  | 0  | 1  | 1  | 8   | 7e place          |  |          |
| Totaux | Totaux   | Totaux                      | 64 | 8  | 12 | 20 | 97  |                   |  |          |

## Honneurs et récompenses
- 1978 : équipe d'étoiles du championnat d'Europe junior
- 1979 : meilleur défenseur du championnat d'Europe junior
- 1979 : équipe d'étoiles du championnat d'Europe junior
- 1981 : meilleur défenseur du championnat du monde junior
- 2002 : Jääkiekkoleijona numéro 127